# Департамент юстиции Филиппин
Департа́мент юсти́ции Филиппи́н (таг. Kagawaran ng Katarungan, англ. Department of Justice, DoJ) — исполнительный департамент правительства (министерство) Филиппин, отвечающий за соблюдение верховенства закона на Филиппинах. Образован в 1898 году.

## История
- 1897 Департамент юстиции
- 1901 Департамент финансов и юстиции
- 1943 Министерство юстиции

## Отделы
- Правовой штаб
- Национальная прокуратура во главе с Генеральным прокурором
- Технический персонал
- Административная служба
- Финансово-управленческая служба
- Совет помилования и условно-досрочного освобождения

### Подчиненные агентства
- Бюро по вопросам иммиграции
- Национальное бюро расследований
- Бюро по исполнению наказаний
- Бюро по условно-досрочному освобождению и пробации
- Президентская комиссия по честному управлению
- Общественная прокуратура
- Земельно-регистрационная администрация
- Аппарат Правительства корпоративных юристов
- Управление генерального стряпчего

## Галерея

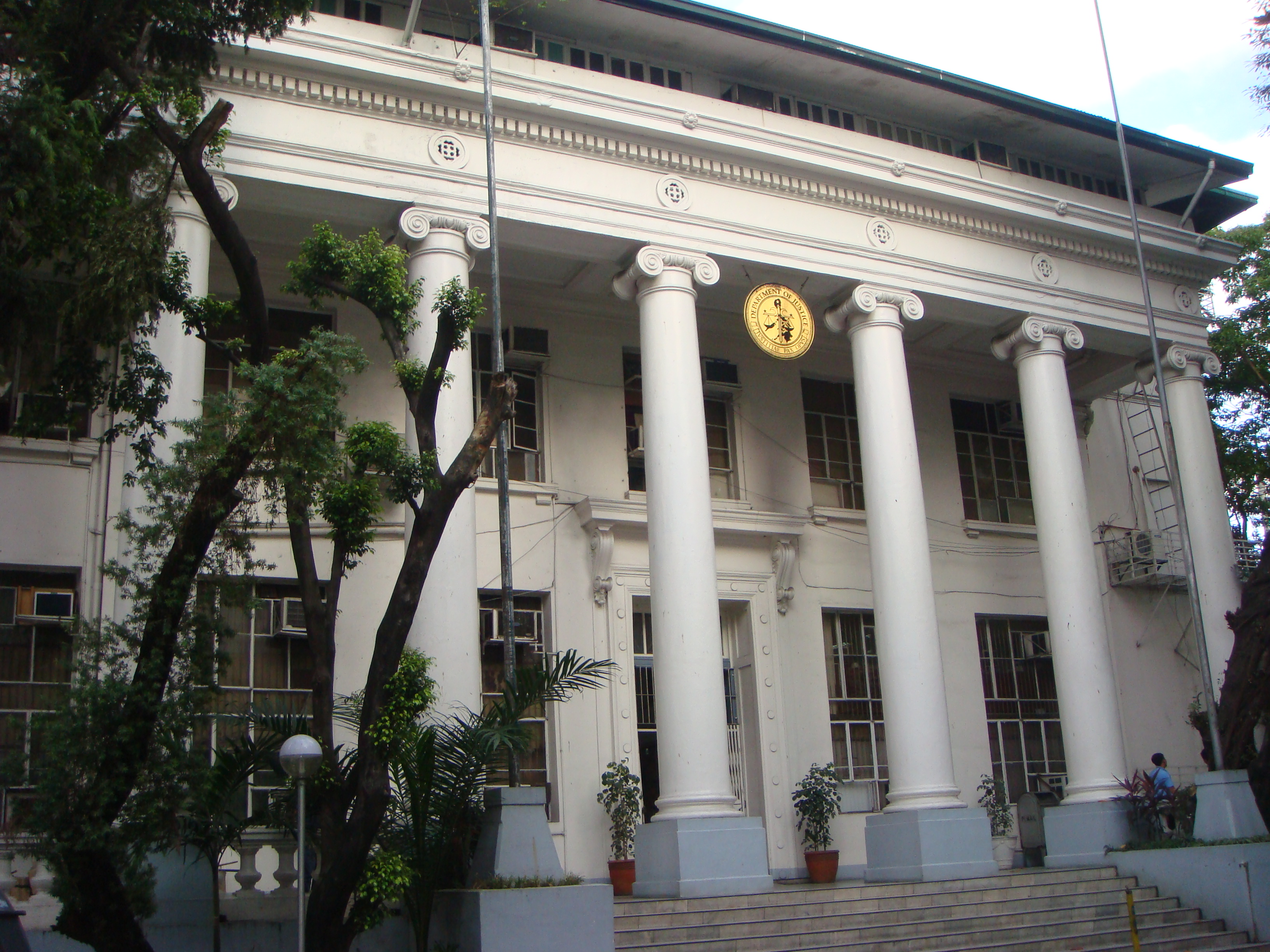
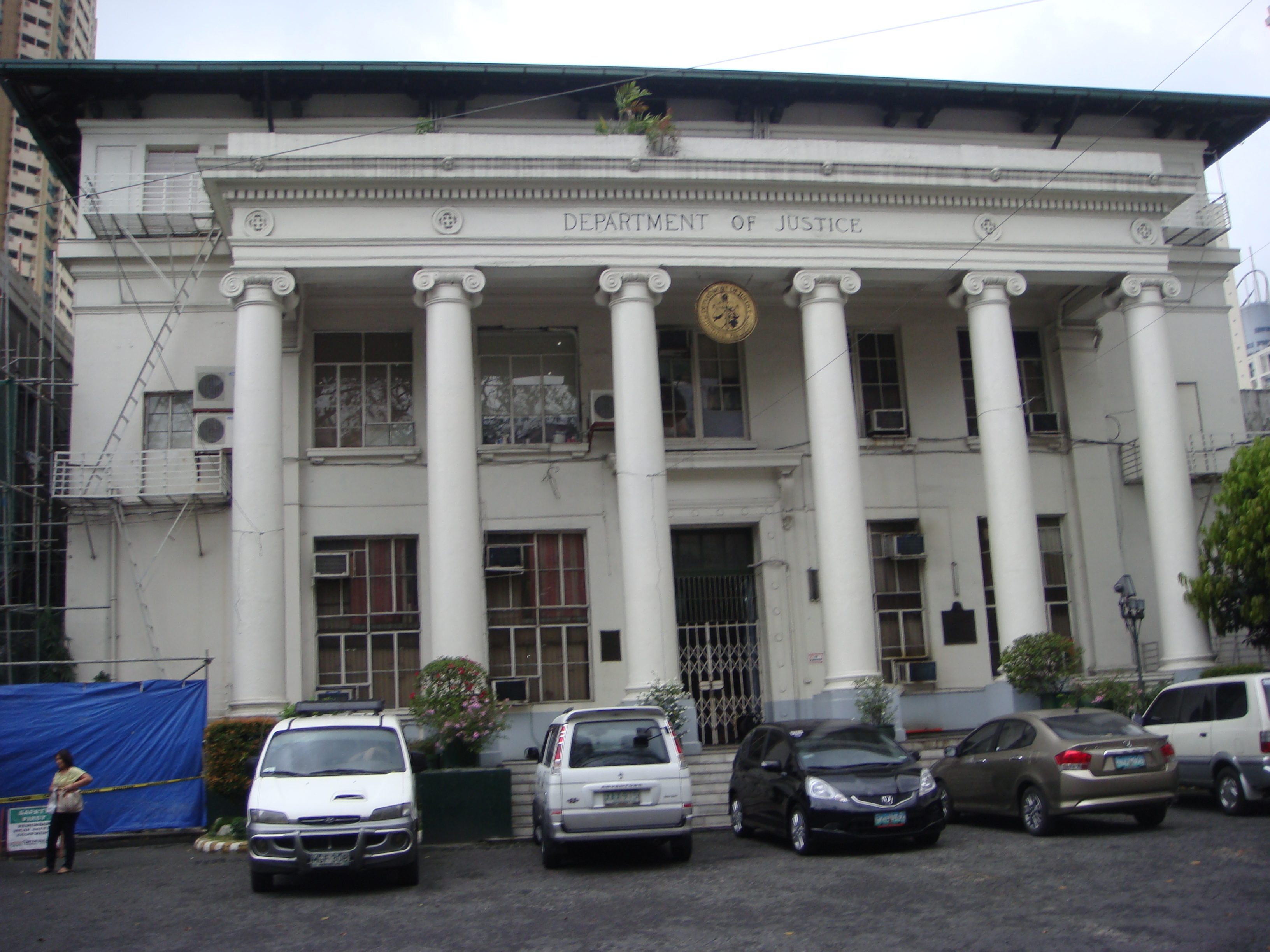
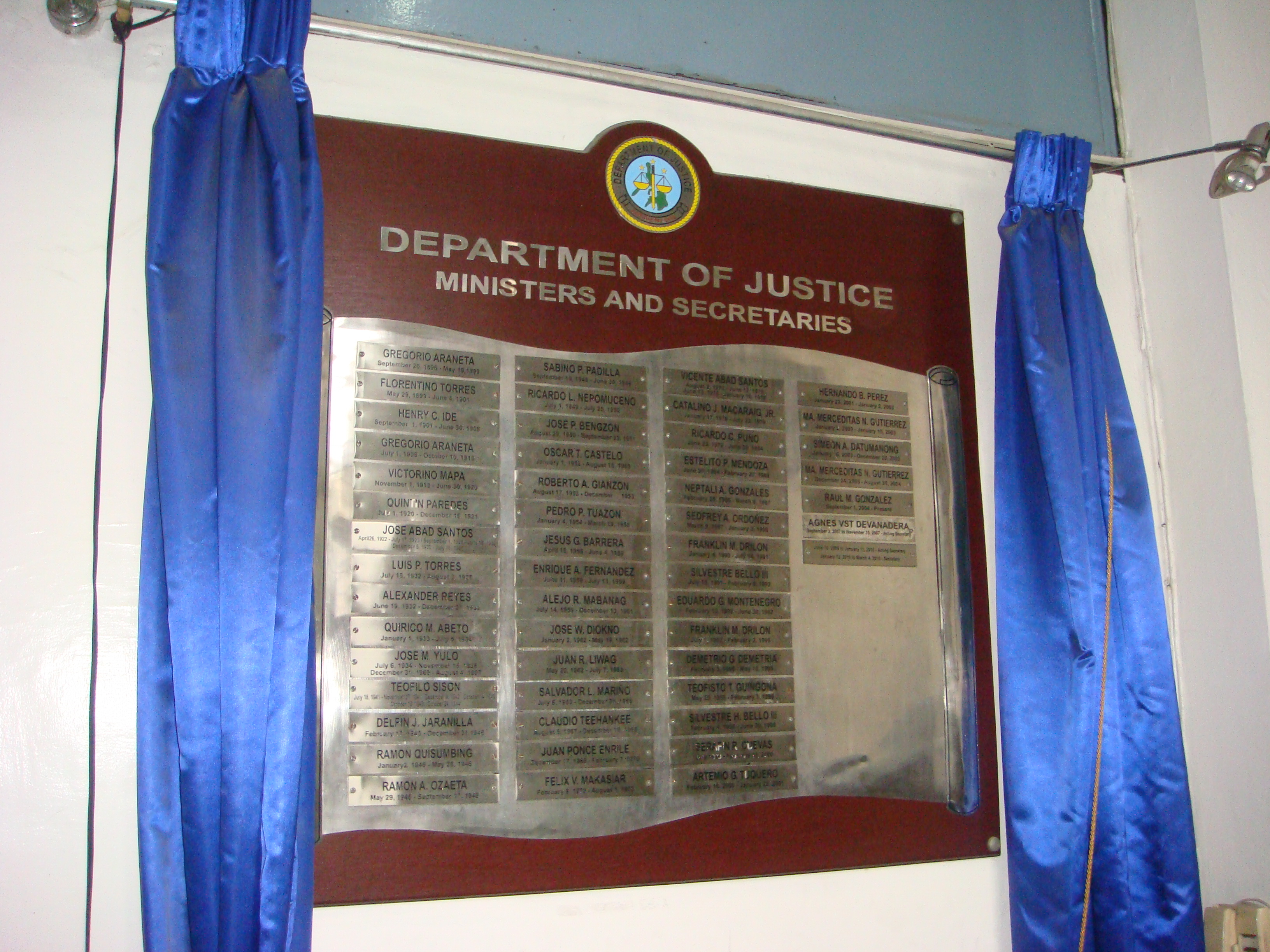
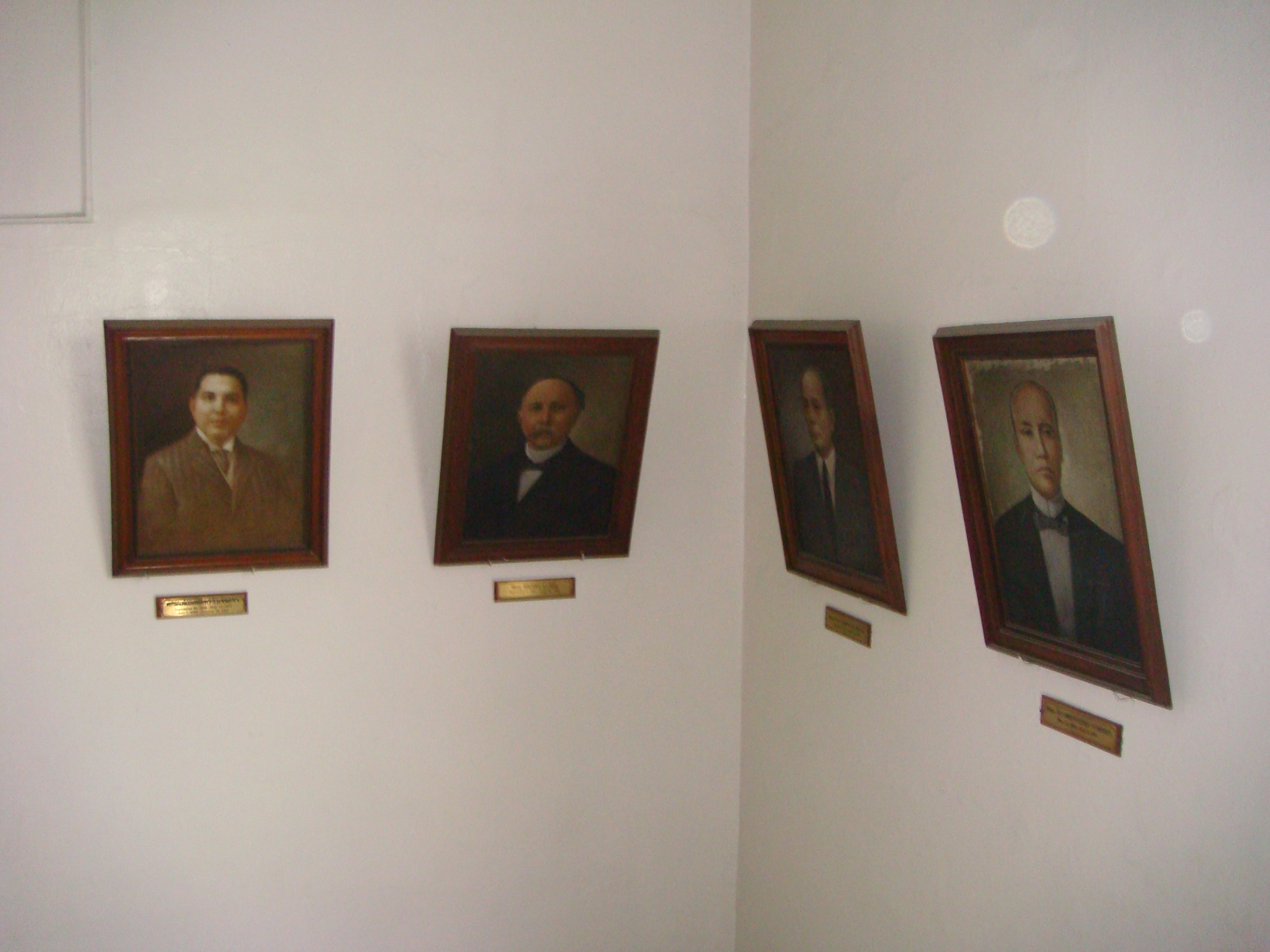
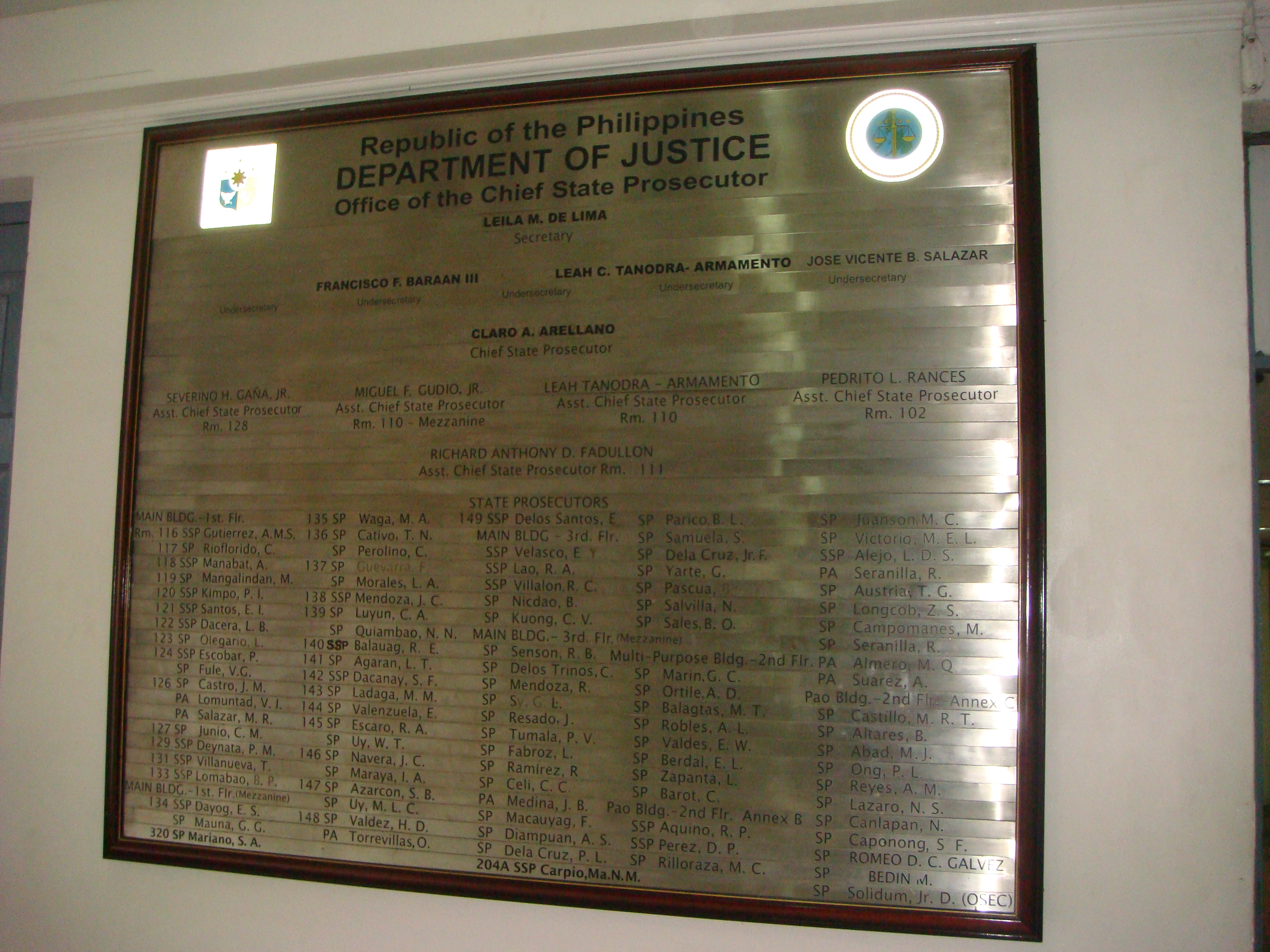